# Monte Altesina
Il monte Altesina (in siciliano monti Artisina) è un rilievo montuoso di 1.192 metri sito nel comune di Nicosia, in provincia di Enna. È il rilievo più alto dei Monti Erei.

## Storia
Fin dall'età del Bronzo il territorio dell'Altesina fu abitata da popolazioni indigene che vivevano principalmente di pastorizia.

Nel Medioevo il territorio fu spesso abitato da monaci eremiti, che intorno al 1100 fondarono il monastero di San Girolamo di Lartisina.
Il monte fu localizzato dal geografo arabo Abu Abdallah Muhammad al-Idrisi ibn Idris nel 1154. Nello stesso anno il territorio siciliano fu diviso in tre valli, proprio dal citato geografo .

## Flora e fauna
Sul monte, coperto da boschi, sono diffusi lecci, querce e edera.
Tipici della zona sono il picchio rosso, la poiana e la volpe.

## Curiosità
- Il monte è considerato il punto in cui si incontrano i tre valli di Sicilia.